# Steen (Brussel)
De Stenen in Brussel zijn een aantal versterkte huizen die vanaf de 12e eeuw gebruikt werden als woning voor rijke families. 

## Geschiedenis
De Brusselse 'stenen' zijn eerder te vergelijken met het Geeraard de Duivelsteen in Gent dan met het het Gravensteen in Gent, het Steen in Elewijt of het Steen in Antwerpen die als burcht gebouwd werden.  
De naam "Steen" werd gegeven aan grote, versterkte huizen in (veld)steen die vanaf de 12e eeuw gebouwd werden voor rijke families, in tegenstelling tot de in hout gebouwde huizen. 
Wat heeft volgende met "steen"-huizen te maken: ook in het Frans is men blijven spreken van steen, ook al sprak men in de middeleeuwen eerder van poorte (in het Frans porte) of herberg. In de Latijnse teksten uit die tijd werd vooral het woord porta gebruikt. De term poorte is dan ook niet verwonderlijk, omdat de hoofdingang van de woning bestond uit een toren, voorzien van een ijzeren hek en een grote, gewelfde deur.
Brussel had een aantal van deze gebouwen waarover nog historisch materiaal beschikbaar is.
- Steen Lapide of Hof Ten Steene van het geslacht Clutinc op de Blindenberg.[2][3]
- Kantersteen in het centrum.[1][4][3]
- Het Meynaert Steen dat vroeger op de Grote Markt stond, waar nu het Huis van de Hertogen van Brabant staat.[5][3][1]
- Huguessteen of Serhuigskindsteen.[1][3]
- Steen de Meerte en het aanpalende Steen de Wilde Ever, ook nabij de Grote Markt.[1][6][3]
- Het Payhuis.[1][3]
- Steen den Ketel.[1][3]
- Het Steen van Coeckelberg.[1][3]
- Valkenborch.[3]
- Machiaanstaan of Maximiliaensteen.[1][3]
- Het steen op de Steenstraat.[3]
- Plattesteen.[1][3]
- De poorte van het geslacht Madoets in Haren.